# Bandeirantes

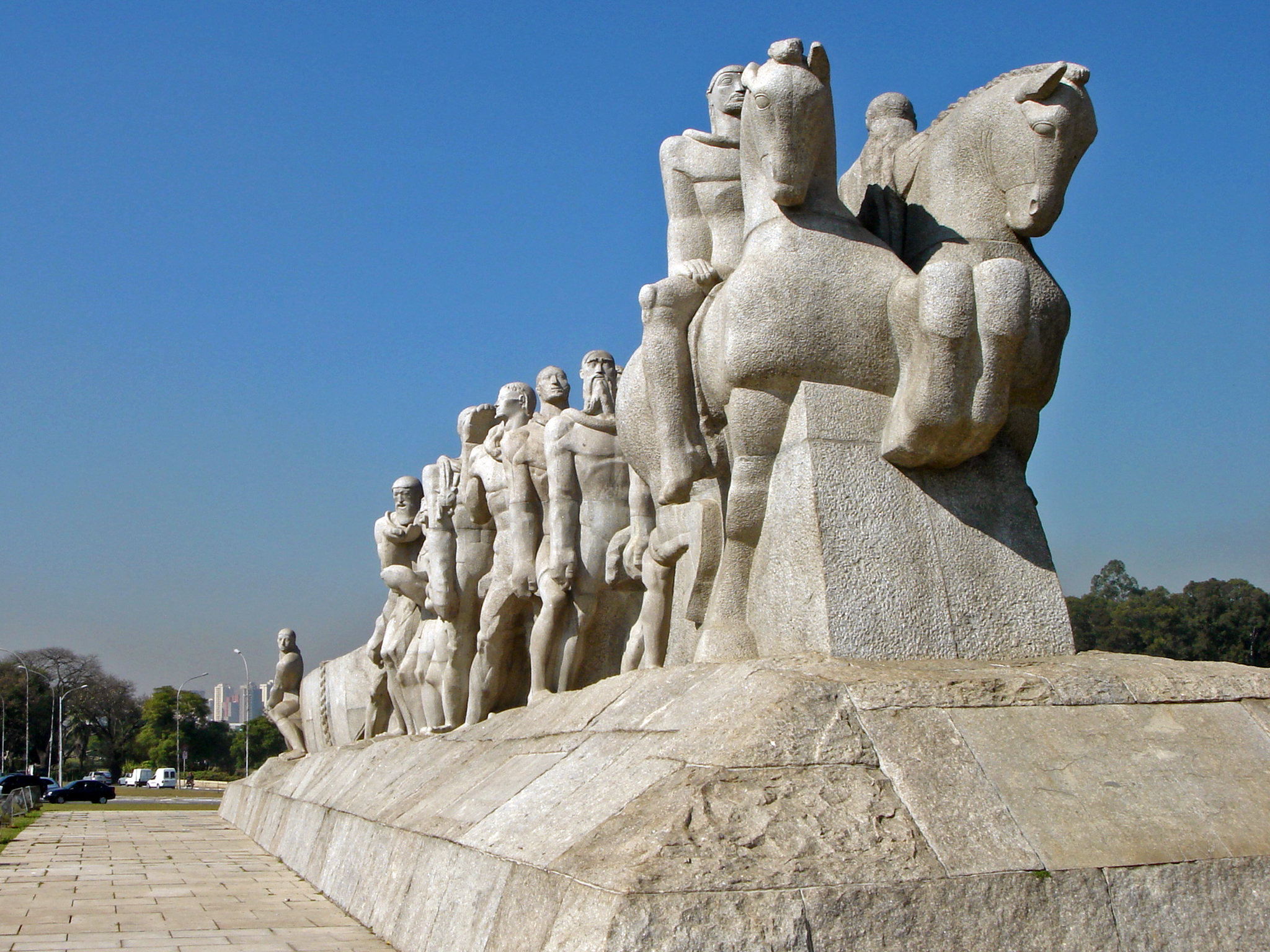
Monument als Bandeirantes, de Victor Brecheret (Parc Ibirapuera, a São Paulo).

Els bandeirantes fan referència al grup de colons portuguesos que durant el segle xvi van decidir penetrar els territoris interiors del Brasil a la recerca d'or i altres materials preciosos. Partien de San Pablo de Piratininga (São Paulo). El nom «bandeirante» prové del portuguès i s'hauria de traudir per «abanderat» atès que s'agrupaven utilitzant banderes.